# Lareiga clotho
Lareiga clotho är en stekelart som först beskrevs av Cameron 1897.  Lareiga clotho ingår i släktet Lareiga och familjen brokparasitsteklar. Inga underarter finns listade i Catalogue of Life.